# Трибадизъм
Трибадизъм или трибадия (τρίβω-търкам, гр.) е специфична секс поза за лесбийки, при която няма вагинално проникване, а триене на вулвата на едната партньорка в тялото на другата с цел сексуална стимулация, това може да бъде и когато половите органи на двете жени се трият един в друг (гено-генитално триене), за да постигнат на сексуално удоволствие. Като секс поза е била позната още от Древна Гърция. Трибадизмът може и да е средство за мастурбация при триене в обект за постигане на оргазъм. В този и други смисли, трибадизмът като сексуално стимулиране може да бъде и не само секс за и между лесбийки.
Терминът се е използвал в миналото като синоним на женска хомосексуалност, но днес звучи по-скоро като архаизъм . Тази употреба датира в английски език до началото на 20 век , като в случая за лесбийка се използвала думата трибат или множествено трибати.

## Женските бонобо
Женски бонобо в Конго са наблюдавани да правят ГГ триене (генито-генитално).

## Безопасен секс
Поради факта, че всеки обмен на телесни течности по време на секс е потенциално опасен за трансфер на сексуално предавани болести, ако такива има в единия или другия партньор, при трибадизма се предлагат с цел безопасен секс опции за предпазване, като гумички и други.

## В популярната култура
Глем рок групата Сизор Систърс получават името си от „ножичната“ позиция (scissor, англ. ножица).
Други групи са Scissorfight (ножичен бой) и пънк лесбийската банда Трайб 8.
ГГ трибадизъм е изобразен три пъти по време на „D-Yikes!“ (d-yikes, подобно на dykes, прев. англ. активни лесбийки) епизод на анимационното Саут Парк, в който епизод е наречена „ножици“.
Австралийската група Rocksteady отдават почит на трибадизма с тяхната песен „Scissoring“.
На 7 август 2024 г., по време на обсъждането на законопроекта за изменение и допълнение на Закона за предучилищното и училищното образование, Корнелия Нинова споменава думата в българското Народно събрание във връзка с брошура за сексуалното здраве на лесбийки и бисексуални жени.